# 55 Cancri f

55 Cancri f is een exoplaneet, ontdekt op 6 november 2007. Een planeet die zich in de zogenaamde bewoonbare zone van zijn ster bevindt. De zone waarin vloeibaar water kan voorkomen. Onmisbaar voor eventueel leven op de planeet. 55 Cancri f blijkt tijdens z’n omloop 74% van de tijd voor te komen in die zone. 55 Cancri f draait om twee sterren, 40 lichtjaar van ons vandaan in het sterrenbeeld Kreeft (Cancer). De massa is vergelijkbaar met die van Neptunus, de omloopbaan is ongeveer gelijk aan een aards jaar.
De planeet is waarschijnlijk een gasreus en heeft ongeveer de helft van de massa van Saturnus.
55 Cancri f draait op een afstand van ongeveer 0,781 astronomische eenheden in 260 dagen rond 55 Cancri. 55 Cancri f is vanaf de ster gemeten de vierde van de vijf ontdekte planeten in het stelsel.
Naast deze exoplaneet zijn eerder door astronomen Gliese 581 g, HD 28185 b en GJ 1214b ontdekt als exoplaneet in een bewoonbare zone.